# Flygtningerelaterede ulykker på Middelhavet
Dette er en oversigt over opbragte eller kæntrede flygtningebåde på Middelhavet. Hændelserne er sket i forbindelse med flygtningekrisen i Europa 2015.
| Middelhavsflygtninge dødsfald pr. kvartal I tusinder | Middelhavsflygtninge dødsfald pr. kvartal I tusinder | Middelhavsflygtninge dødsfald pr. kvartal I tusinder |
| ---------------------------------------------------- | ---------------------------------------------------- | ---------------------------------------------------- |
| 1. kvartal 2015                                      | 46,5                                                 |                                                      |
| 4. kvartal 2014                                      | 7,8                                                  |                                                      |
| 3. kvartal 2014                                      | 30,6                                                 |                                                      |
| 2. kvartal 2014                                      | 13,2                                                 |                                                      |
| 1. kvartal 2014                                      | 4,2                                                  |                                                      |

## Før 2015
| Dato               | Sted             | Passengerer | Bekræftede dødsfald | Savnede | Kendt antal overlevende |
| ------------------ | ---------------- | ----------- | ------------------- | ------- | ----------------------- |
| 21. maj 2007       | ud for Malta     | 53          | 0                   | 53      | 0                       |
| 27. marts 2009     | ud for Libyen    | ca. 250     | 98                  | ca. 131 | 21                      |
| Marts/april 2009   | ud for Libyen    | ca. 250     | 0                   | ca. 250 | 0                       |
| Marts/april 2009   | ud for Libyen    | ca. 250     | 0                   | ca. 250 | 0                       |
| 6. april 2011      | ud for Lampedusa | ca. 300     | 20                  | 130+    | 51                      |
| 3. oktober 2013    | ud for Lampedusa | 500+        | 359                 | 30+     | 155                     |
| 11. oktober 2013   | ud for Lampedusa | 200+        | 34                  | 20+     | 147                     |
| 11. september 2014 | ud for Malta     | 500+        | 0                   | 500+    | 9                       |
| 15. september 2014 | ud for Libyen    | ca. 250     | 0                   | ca. 250 | 36                      |

## 2015
| Dato          | Sted                | Passengerer                | Bekræftede dødsfald | Savnede | Kendt antal overlevende |
| ------------- | ------------------- | -------------------------- | ------------------- | ------- | ----------------------- |
| 13. april     | ud for Libyen       | ca. 550                    | 9                   | 400+    | 144–150                 |
| 19. april     | ud for Libyen       | ca. 850                    | 24                  | 800+    | 28                      |
| 20. april     | ud for Rhodos       | 96                         | 3                   | 0       | 93                      |
| 3. maj        | ud for Libyen       | 3500 (adskillige fartøjer) | 10+                 | ?       | ?                       |
| 5. maj        | ud for Catania      | Ukendt                     | 5                   | 40+     | 197                     |
| 5. maj        | ud for Crotone      | 250+                       | 3                   | Ukendt  | 250                     |
| 29. maj       | ud for Lampedusa    | 234+                       | 17                  | Ukendt  | 217                     |
| 23. juli      | ud for Libyen       | 300+                       | 40+                 | 40+     | 283                     |
| 27. juli      | ud for Libyen       | 522                        | 13                  | ?       | ?                       |
| 1. august     | ud for Libyen       | 780                        | 5                   | ?       | ?                       |
| 5. august     | ud for Libyen       | 370                        | 26                  | 200     | ?                       |
| 11. august    | ud for Libyen       | 120                        | 50                  | 50+     | ?                       |
| 15. august    | ud for Libyen       | ca. 400                    | 49                  | 0       | ca. 350                 |
| 18. august    | ud for Tyrkiet      | Ukendt                     | 6                   | Ukendt  | 0                       |
| 25. august    | ud for Libyen       | ca. 450                    | 50                  | 0       | ca. 400                 |
| 27. august    | ud for Libyen       | ?                          | 160                 | 200+    | ?                       |
| 30. august    | ud for Libyen       | ?                          | 7                   | ?       | ?                       |
| 1. september  | ud for Kos          | ?                          | 11                  | ?       | ?                       |
| 6. september  | ud for Lampedusa    | ?                          | 20                  | ?       | ?                       |
| 13. september | ud for Farmakonissi | 112                        | 34                  | ?       | ?                       |
| 15. september | ud for Tyrkiet      | 250                        | 22                  | ?       | ?                       |

Antallet af indberettede flygtningedødsfald under krydsningen af Middelhavet mod Italien steg i april 2015; en række forskellige hændelser resulterede i dødsfald på over 1.000 mennesker og førte til igangsættelse af redningsaktioner.

### 13. april
Den 13. april 2015 sank et fartøj ud for den libyske kyst med op til 550 flygtninge ombord. Mere end 400 menesker regnes for druknede. 144–150 menesker blev reddet og indlagt på hospitaler i Syditalien. Kæntringen fandt sted 60 sømil (110 km) nord for den libyske kyst.